# HELLO ROCK&ROLL CITY
「HELLO ROCK&ROLL CITY」（ハロー・ロックンロール・シティ）は、1991年6月8日にリリースされた浜田省吾のCDシングル。

## 概要
ライブシングルとして発売されたため、オリジナル音源と異なっている。今作の音源は、1988年8月20日に渚園で行われた野外ライブ『A PLACE IN THE SUN '88 at NAGISA-EN』の模様を収録されている。
原曲は1984年に発売されたアルバム『DOWN BY THE MAINSTREET』に収録されており、スタジオ録音盤のシングル化はされていない。
浜田のコンサートで毎回必ず歌われる定番曲となっている。ライブの際、サビの「HELLO ○○ CITY」の○○にはツアー先の都市名が入る。近年のライブでは1番のみ歌われることが多い。
カップリングは、12インチシングル「DANCE」のB面に収録されている「THE LITTLE ROCKER'S MEDLEY」をCD初収録された。
2005年3月24日に、マキシシングルとしてリサイズされ復刻された。

## 収録曲
1. HELLO ROCK&ROLL CITY（LIVE VERSION：A PLACE IN THE SUN '88 at NAGISA-EN）
作詞・作曲：浜田省吾・編曲：浜田省吾&THE BAND
2. THE LITTLE ROCKER'S MEDLEY（KONYAWA GOKIGEN〜HIGHSCHOOL ROCK&ROLL〜ABAZURE SEVENTEEN）
作詞・作曲：浜田省吾・編曲：浜田省吾&THE BAND